# Экспорт революции
Э́кспорт револю́ции — распространение революции (неконституционного переворота), произошедшей в одном государстве или стране, на другие страны и государства, посредством открытой военной интервенции (вторжения и нападения), или путём всевозможной иной поддержки (политической, финансовой, агитационно-пропагандистской, и тому подобной) революционных, или различных иных антигосударственных (экстремисты, сепаратисты, террористы) сил и движений за рубежом.

## Буржуазно-демократические революции
Великая французская революция (Французская революция) 1789 года с её идеями «Свободы, Равенства, Братства» впервые в истории привела к экспорту революции в больших масштабах и являлась одним из немногих в истории человечества примеров успешного экспорта революции. В начале развития событий в 1790 году параллельно возникшая республика Австрийские Нидерланды была вновь подчинена Бельгийскими Соединенными Штатами.

### Франция
Начиная с 1792 года французские революционные силы вторгались в соседние страны. В 1793 году на территории современной Германии возникает Майнцская республика, в 1794 году инициируется восстание в Польше и начиная с 1795 года дело доходит до создания многочисленных дочерних республик, таких как:
Французские вассальные республики в Италии
- Республика Альбы (1796—1801), аннексирована Французской империей
- Лигурийская республика (1796—1805), аннексирована Французской империей
- Болонская республика (1796), аннексирована Циспаданской республикой
- Циспаданская республика (1796—1797), вошла в Цизальпинскую республику
- Бергамская республика[англ.] (1797), вошла в Цизальпинскую республику
- Транспаданская республика (1797), вошла в Цизальпинскую республику
- Цизальпинская республика (1797—1802) преобразовалась в Итальянскую республику
- Республика Брешия (1797)
- Республика Крема (1797), вошла в Цизальпинскую республику
- Республика Анконы (1797—1798), вошла в Римскую республику
- Римская республика (1798—1800)
- Тиберинская республика (1798—1799) со столицей в Перудже, вошла в Римскую республику
- Леманская республика (1798), кантон Во в наши дни
- Этрусская республика (1799)
- Республика Пескары (1799)
- Неаполитанская республика (1799) со столицей в Неаполе
- Субальпийская республика (1800—1802), аннексирована Французской империей
- Итальянская республика (1802—1805), преобразовалась в Итальянское королевство
- Иллирийская республика (1809)

Другие французские вассальные республики
- Булонская республика (1794—1795)
- Рауракская республика на территории Базеля (1792—1793)
- Майнцская республика на территории Рейнланд-Пфальца (1793)
- Батавская республика (1795—1806), в Нидерландах
- Цизрейнская республика (1797), в Германии
- Республика Коннахт (1798), во время Ирландской экспедиции Юмбера в помощь Ирландскому восстанию (1798)
- Гельветическая республика (1798—1803), в Швейцарии
- Великое герцогство Берг (1806—1813), в Германии
- Данцигская республика (1807—1815)
- Великое герцогство Франкфурт (1810—1813)

## Социалистические революции

### Советская Россия и Союз ССР
В последние годы Первой мировой войны (1914—1918) казалось, что возможна не только победа Октябрьской революции, но и победа провозглашаемой мировой революции, по крайней мере, — в участвующих в войне странах, так как война и национальные конфликты вызвали повсеместную революционную ситуацию. Ноябрьская революция 1918 года в Германии была вызвана как братанием российских и немецких воинских подразделений, так и бездарной кайзеровской политикой лавирования по отношению к Советской России, а отнюдь не прямым экспортом революции тогда ещё слабой Советской России. Борьба за создание Советской республики в Финляндии была проиграна уже в 1918 году, в Германии в 1919 году эти попытки также потерпели крах.
Борьба за выживание Советской России привела к тому, что в рамках контрнаступления по всем фронтам, начиная с 1920 года, предпринимались попытки окружить Россию защитным поясом коммунистических сателлитных республик, которые должны были служить буферной зоной (например, Персидская Советская Социалистическая Республика). Их создание планировалось путём прямого ввода военных сил РККА СССР.
Венгерская Советская Республика безуспешно пыталась в 1919 г. экспортировать революцию в Словакию. Все эти попытки прямым или косвенным способом экспортировать революцию провалились к 1921 году. Особенно чётко датирует временной пункт провала всех этих планов большевиков — поражение под Варшавой в Советско-польской войне и неудача в попытках создания Польской Советской Республики. Успех пришёл только в Монголии в 1921 году и завершился созданием братской республики, поставившей своей задачей построение социализма для перехода к коммунизму. Надо заметить, что на Монголию российское влияние распространялось ещё задолго до Октябрьской революции, но царская политика всегда была направлена на сохранение, а не на свержение в Монголии традиционного общества.
Попытки экспортировать российскую революцию тем не менее активно продолжались, на это была направлена вся внешняя политика СССР межвоенного периода. Ведущая роль в этом деле принадлежала Коминтерну (международной организации полностью финансируемой руководством СССР) и Разведуправлению РККА Советского Союза. В ноябре 1923 года была предпринята попытка переворота в Германии (см. Коммунистическое восстание в Германии в октябре 1923 года и Гамбургское восстание), которая провалилась на первых же шагах. 1 декабря 1924 года за один день потерпела поражение организованная разведуправлением попытка восстания в Эстонии.
В Китае, начиная с 1920-х годов, советский пример и помощь вдохновляли создание китайскими коммунистами подобных советским органов в отдельных регионах, которые однако же начиная с 1927 года при значительно усилившем свои позиции Гоминьдане были полностью разрушены. Ставившие по большей части на самих себя китайские коммунисты смогли укрепить свою власть только после Второй мировой войны и быстро освободились от советского влияния.
Несмотря на то, что отпала непосредственная угроза для опасающихся экспорта революции США и Западной Европы, она все же оставалась аргументом в антисоветских сценариях «красной опасности». После поражения в Китае ВКП(б) под руководством Сталина начинает постепенно отказываться от идеи воплощения мировой революции и берёт курс на построение социализма в самом Советском Союзе. Одна из немногих слабых попыток экспорта революции в этот период была связана с Ноябрьским восстанием в Бразилии в 1935 году.
Только после победы во Второй мировой войне Советский Союз смог основать многочисленных сателлитов из марионеточных так называемых народные республики вокруг своих границ, которые должны были служить предотвращением опасностей для СССР со стороны Запада. Несмотря на то, что в 1946 году СССР вывел свои воинские части из Синьцзяна и Маньчжурии, Иранского Азербайджана и Мехабадской республики (иранский Курдистан), в 1945—1948 годах революция успешно была экспортирована в Чехословакию, Польшу, Венгрию, Болгарию, Румынию и Северную Корею. В 1949 году на территории Советской зоны оккупации Германии была создана социалистическая ГДР. В данных случаях советский экспорт революции служил скорее уже геостратегическим целям.

### Китай и Куба
После того, как США отказались от экономического сотрудничества с кубинскими революционерами и начали подготавливать операцию по свержению Фиделя Кастро, в 1960 году Куба была объявлена социалистическим государством. Китайская Народная Республика к этому времени вышла из-под советского контроля. Оба эти государства в последующие насколько лет и даже десятилетий предпринимали попытки заняться массированным и не контролируемым Москвой экспортом революции — в противовес Советскому Союзу. Но почти везде их попытки экспорта революции провалились. Эрнесто Че Гевара, который к тому времени уже имел безуспешный опыт работы в Конго над созданием народного восстания, был убит в 1967 году при попытке экспорта кубинского социализма в Боливию. Кубинские революционеры безуспешно пытались воздействовать также на родину Че Гевары — Аргентину. До 1989 года кубинские воинские части находились также в Анголе, Эфиопии и многих других странах Азии, Африки и Латинской Америки. Предполагаемый экспорт революции в Гренаду был предотвращён в 1983 году вторжением США на остров.
Революционный Китай также в начале не отказывался от идеи мировой революции. В 1960-е годы происходили крупные маоистские и коммунистические мятежи во многих странах Азии и Африки, например, в Перу (как примеры можно привести деятельность компартии Перу Сендеро Луминосо и народную республику Аякучо), на Филиппинах, в Непале (по сей день), Индии, Малайзии, Ираке (1959 год), Бирме, Лаосе и Камбодже. В случае двух последних государств успешным оказался экспорт революции Вьетнамом. В противовес к Вьетнаму эти два государства находились под сильным китайским влиянием. Особым случаем следует уникальный во многих отношениях режим красных кхмеров в Кампучии (Камбодже), который с 1975 по 1978 год поддерживался Китаем.

### Арабский социализм
В 1954 году национально-освободительная революция в Египте, вождём которой был Гамаль Абдель Насер содействовала развитию антиколониального восстания в Алжире, которое в свою очередь являлось одной из причин Суэцкого кризиса.
В 1962 году Египет ввёл свои войска в Северный Йемен, чтобы защитить возникшую там республику от саудовских монархистов.
В 1963 году сирийская партия Баас организовала путч в Ираке.
Организация освобождения Палестины пыталась в 1970 году устроить революцию в Иордании и начиная с 1975 года вмешивается в гражданскую войну в Ливане на стороне революционеров.
Ирак в 1990 году на иракских штыках основывает мало просуществовавшую Народную Республику Кувейт.
Лидер Ливийской революции Муаммар Каддафи после смерти Насера (1970) видел себя его преемником. Он организовал многочисленные попытки республиканских переворотов и революционных восстаний в Марокко (Республика Марокко), Судане, провинции Ачех в Индонезии, Минданао (Филиппины) и Тринидад и Тобаго. Ливийцы также многократно вторгались в соседний Чад, что посодействовало свержению нескольких режимов.

## Исламская революция
Исламская революция в Иране 1979 года послужила исходным пунктом множества попыток экспорта революции.
Шиитский режим практически одновременно с взятием власти в Тегеране в 1979 году начал планировать расширение революции на преимущественно шиитский Ирак, Северный Йемен, а с 1982 года также на Ливан. Для этого была создана спецслужба Кодс. Попытки переворотов тем не менее проваливались. В 1980 году Ирак нападает на Иран (см. Ирано-иракская война). Фактическое поражение Ирана в 1988 году и провал экспорта революции пошёл на пользу Саддаму Хусейну, помог ему удерживать Ирак в изоляции от тенденций остального исламского мира.
Со смертью Хомейни в 1989 году уже казалось, что с идеей экспорта революции покончено, но уже в 1991 году после поражения Ирака в Войне в Персидском заливе Иран пытается снова поддержать восставших иракцев в Ираке своими войсками, чтобы привести к победе Исламскую революцию. Алжирский режим в 1992 году также обвинял Иран в направленной против него политике. После третьей войны (см. Иракская война) также уже и США обвиняют Иран в новой попытке экспорта революции в Ирак. Несмотря на отказ Тегерана от идей экспорта революции, число сторонников идей экспорта исламской революции только возросло, в том числе в Египте.